# Axiocerses maureli
Axiocerses maureli är en fjärilsart som beskrevs av Abel Dufrane 1954. Axiocerses maureli ingår i släktet Axiocerses och familjen juvelvingar. Inga underarter finns listade i Catalogue of Life.